# Despotovac
Despotovac (Servisch: Деспотовац) is een gemeente in het Servische district Pomoravlje.
Despotovac telt 25.611 inwoners (2002). De oppervlakte bedraagt 623 km², de bevolkingsdichtheid is 41,1 inwoners per km².
Naast de hoofdplaats Despotovac omvat de gemeente de plaatsen Balajnac, Beljajka, Bogava, Brestovo, Bukovac, Dvorište, Grabovica, Grčko Polje, Jasenovo, Jelovac, Jezero, Lipovica, Lomnica, Medveđa, Miliva, Panjevac, Plažane, Popovnjak, Ravna Reka, Resavica,
Senjski Rudnik, Sladaja, Stenjevac, Strmosten, Trućevac, Veliki Popović, Vitance, Vodna, Zlatovo en Židilje.